# Головін Олексій Степанович
Олексій Степанович Головін (1 січня 1912 — 5 травня 1981) — командир відділення 63-го окремого лижного батальйону 3-ї ударної армії Калінінського фронту, сержант. Герой Радянського Союзу.
Почесний громадянин Салаватського району.
Член ВКП(б)/КПРС з 1943 року.

## Біографія
Народився 1 січня 1912 року в селищі Мітюшинський (в джерелах називається і як село Мітюшино) (нині Салаватського району Башкортостану) в селянській родині. Росіянин.
З дев'яти років працював наймитом, пас худобу. Коли підріс, став допомагати батькові теслярувати, сплавляв ліс по річці Юрюзань, не вчився. З 1930 року працював у колгоспі, навчився писати і читати. З початковою освітою прийшов в армію, і під час служби пройшов 6-місячні курси молодших командирів. Після демобілізації в 1937 переїхав в Бердяуш. У 1939 році працював шляхообходчиком на залізничній станції «В'язова» Південно-Уральської залізниці (Челябінська область).
У Червоній армії в 1936—1937 роках і з червня 1941 року. Призваний Катав-Івановським райвійськкоматом Челябінської області. У діючій армії з травня 1942 року.
Командир відділення 63-го окремого лижного батальйону (3-я ударна армія, Калінінський фронт) кандидат у члени ВКП(б) сержант О. С. Головін 20 травня 1942 року в районі села Ступіно Великолукського району Псковської області, беручи участь у відбитті атаки, підпустивши атакуючих гітлерівців на близьку відстань, вогнем з кулемета змусив їх до втечі. Ворог залишив на полі бою 70 трупів своїх солдатів і офіцерів.
25 травня 1942 р. в бою біля села Пасино О. С. Головін гранатами знищив ворожий дзот, у якому перебували 15 гітлерівців. У цьому ж бою він підірвав ще два дзоти з солдатами супротивника. Його приклад наслідували інші бійці батальйону. В результаті цього бою батальйоном знищено 28 ворожих дзотів і кілька десятків ворожих солдатів і офіцерів; село Пасино визволено від німецько-фашистських загарбників.
24 червня 1942 року сержант О. С. Головін, перебуваючи в складі розвідувальної групи в тилу противника, знищив групу фашистів з семи чоловік і захопив важливі документи. Поранений у цьому бою.
Після одужання служив розвідником на Калінінському фронті у складі 93-ї стрілецької дивізії.
Указом Президії Верховної Ради СРСР від 30 січня 1943 року за зразкове виконання бойових завдань командування і проявлені мужність і героїзм у боях з німецько-фашистськими загарбниками сержантові Головіну Олексію Степановичу присвоєно звання Героя Радянського Союзу з врученням ордена Леніна і медалі «Золота Зірка» (№ 1040).
Після другого поранення в лютому 1943 року О. С. Головін направлений на роботу в райвійськкомат с. Улу-Теляк Улу-Теляцького району (зараз Іглінський район) Башкирської АСРР інструктором всеобучу.
З 1945 року лейтенант О. С. Головін — в запасі.
Працював завгоспом у Улу-Теляцькій лікарні до 1950‑х рр.
На пенсії О. С. Головін переїхав у місто-герой Волгоград, де помер 5 травня 1981 року.
Похований у Волгограді.
Його ім'я занесено на дошку Вічної Слави на Поклонній горі в Москві.
Ім'ям Героя Радянського Союзу Олексія Степановича Головіна названа вулиця в Бердяуші, на якій він жив.